# Престон, Николас, 6-й виконт Горманстон
Николас Престон, 6-й виконт Горманстон (англ. Nicholas Preston, 6th Viscount Gormanston; 1608 — 28 июля 1643) — ирландский пэр и политик.

## Рождение и происхождение
Николас родился около 1608 года. Единственный сын Дженико Престона, 5-го виконта Горманстона (1585—1630), и его жены Маргарет Сент-Лоуренс (? — 1637). Семья его отца произошла от Роберта Престона, 1-го барона Горманстона, чьи предки приехали в Ирландию из Престона, Ланкашир, Англия, несколько поколений назад. Его мать была дочерью Николаса Сент-Лоуренса, 9-го барона Хоута.

## Карьера
14 марта 1630 года после смерти своего отца Николас Престон унаследовал титулы 6-го виконта Горманстона (Пэрство Ирландии) и 9-го барона Горманстона (Пэрство Ирландии), став членом Ирландской палаты лордов.
Ирландский парламент (1634—1635) был открыт 14 июля 1634 года новым лордом-депутатом Ирландии Томасом Уэнтуортом (будущим лордом Страффордом), вступившим в должность в июле 1633 года. Горманстон занял свое место в день открытия, 14 июля 1634 года. Уэнтуорт попросил проголосовать за налоги: шесть субсидий в размере 50 000 фунтов стерлингов были единогласно приняты обеими палатами. Парламент также с опозданием и не полностью ратифицировал серию реформ 1628 года, в которых король уступил права на деньги.
Ирландский парламент (1640—1649) был открыт 16 марта 1640 года Кристофером Уондесфордом, которого лорд Страффорд, как теперь называли Уэнтуорта, назначил лордом-депутатом. Страффорд прибыл два дня спустя. Горманстон был там 18 марта. На своей первой сессии парламент единогласно проголосовал за четыре субсидии в размере 45 000 фунтов стерлингов для сбора ирландской армии численностью 9000 человек для использования королем против шотландцев во Второй епископской войне. 3 апреля 1640 года граф Страффорд покинул Ирландию.

## Личная жизнь
Николас Престон женился на Мэри Барнуолл, дочери Николаса Барнуолла, 1-го виконта Барнуолла, и леди Бриджит Фицджеральд. У супругов было двое сыновей и две дочери (имена которых неизвестны):
- Дженико Престон, 7-й виконт Горманстон (1631 — 17 марта 1691), старший сын и преемник отца[7].
- Николас Престон, женился на своей кузине Элизабет Престон, дочери Энтони Престона, 2-го виконта Тары[8]

Виконт Гормантон умер 29 июля 1643 года. Он был посмертно объявлен вне закона 17 ноября 1643 года. Ему наследовал его старший сын Дженико в качестве 7-го виконта Гормантона.